# 갈라유자와역
갈라유자와역(일본어: ガーラ湯沢駅)은 일본 니가타현 미나미우오누마군 유자와정에 있는 동일본 여객철도의 역이다. 이 역은 실질적으로는 에치고유자와역에서 분기하는 조에쓰 신칸센 지선의 종착역에 해당하나, 법규상으로는 재래선인 조에쓰선의 소속이다.(겨울에만 사용)

## 타는 곳
| 1 | ■ 조에쓰 신칸센 | - | 에치고유자와 · 다카사키 · 오미야 · 도쿄 방면 |

## 이용 현황
- 2000년도 : 907명
- 2001년도 : 951명
- 2002년도 : 1,107명
- 2003년도 : 1,015명
- 2004년도 : 947명
- 2005년도 : 987명
- 2006년도 : 788명
- 2007년도 : 1,156명
- 2008년도 : 942명
- 2009년도 : 916명

## 인접 역
| 동일본 여객철도 ■ 조에쓰 신칸센 | 동일본 여객철도 ■ 조에쓰 신칸센 | 동일본 여객철도 ■ 조에쓰 신칸센 |
| ------------------------------- | ------------------------------- | ------------------------------- |
| 에치고유자와 에치고유자와 방면  | 조에쓰 신칸센 지선              | 시·종착역                       |